# Nastasivka, Horol
Nastasivka (în ucraineană Настасівка) este un sat în comuna Pokrovska Bahacika din raionul Horol, regiunea Poltava, Ucraina.

## Demografie
Componența lingvistică a localității Nastasivka
     Ucraineană (95,24%)
     Rusă (3,17%)
     Română (1,59%)
Conform recensământului din 2001, majoritatea populației localității Nastasivka era vorbitoare de ucraineană (95,24%), existând în minoritate și vorbitori de rusă (3,17%) și română (1,59%).